# سينيه (آن)
سينيه (بالفرنسية: Ceignes)‏ هي بلدية فرنسية تقع في إقليم الأين في فرنسا. رمز إنسي لها هو:1067. أما الرمز البريدي لها فهو: 1430.